# Демо Бериша
Демо Бериша (алб. Demë Berisha; Пећ, 1963) бивши је официр ЈНА и војске Србије. Актуелни је министар за људска и мањинска права и друштвени дијалог од 16. априла 2025. године.

## Биографија
Основну школу завршава на КиМ, затим војну школу у Сарајеву, а онда наставља школовање у Новом Саду и постаје дипломирани економиста. Пензионисани је официр бивше ЈНА, завршава каријеру у војсци Србије.
Бериша је председник удружења Матица Албанаца са седиштем у Новом Саду од 2014. године, под слоганом Зато што живимо заједно. Ради на побољшању односа између Срба и Албанаца, а циљ удружења је и очување језика, културе и описмењавање Албанаца који деценијама живе у Војводини. Удружење издаје први српско-албански часопис. Матица Албанаца се бави и хуманитарним акцијама.
Ожењен је и има двоје деце.

## Косово и Метохија
Не признаје такозвану Републику Косово, док Србију зове својом домовином. Због мишљења да је Косово Србија и противљења НАТО бомбардовању Југославије, Бериша је проглашен издајником у албанским медијима. Оптужен у истим медијима је и да је чинио ратне злочине над Албанцима током рата на Косову и Метохији. Бериша је на ово одговорио демантима. Такође, осудио је погром Срба на Космету 2004. године, као и поступке Аљбина Куртија који нису у складу са Резолуцијом 1244.
За оружани сукоб у Бањској у септембру 2023. године изјавио је да је то била борба за опстанак Срба на Космету.
Бериша је става да „ни Срби ни Албанци немају више деце за рат и да је време за помирење и успостављање мира”. Сарађује са амбасадом Албаније у Београду.

## Политички ангажман
Један је од оснивача Покрета за народ и државу. Дана 16. априла 2025. године изабран је за министра за људска и мањинска права и друштвени дијалог у Влади Ђура Мацута.